# Núvol (publicació digital)
Núvol, el digital de cultura (conegut com a Núvol) és un diari digital cultural editat per Bernat Puigtobella. Creat el 2012, també es publica ocasionalment en paper des del juny del 2017.
La voluntat del mitjà és esdevenir una finestra de reflexió al voltant dels diferents nínxols temàtics culturals que normalment no tenen cabuda als mitjans de comunicació generalistes. Un altre dels seus objectius és donar visibilitat a l'opinió dels joves periodistes i creadors culturals.
Des dels seus orígens, Núvol també ha anat creant una biblioteca digital pròpia amb un catàleg variat de publicacions electròniques que inclouen des d'e-books a monogràfics especials. L'accés a la majoria d'aquestes publicacions és exclusiu per als subscriptors del mitjà. Les seves firmes més habituals, més enllà del mateix Bernat Puigtobella, són: Clàudia Rius, Oriol Puig Taulé, Joan Burdeus, Aina Vega, Gerard E. Mur, Agus Izquierdo i Martí Farré.
El 2018 el mitjà va ser reconegut amb el Premi Nacional de Mitjans d'arrel digital de la Generalitat de Catalunya. El juny de 2013 Núvol va rebre 54.273 usuaris únics mensuals, situant-se al capdavant del rànquing de capçaleres digitals culturals o especialitzades auditades per la OJD. Segons dades de la mateixa empresa, actualment Núvol té una base estable de 110.000 usuaris únics mensuals amb pics que poden arribar als 200.000 usuaris.
Des del 2017 concedeix els seus propis premis, repartits en deu categories i corresponents a les seccions de la revista: Punt de Llibre, Calàndria, Homo Fabra, El Web Negre, L’Apuntador, Cast@fiore, Pantalles, Galeries, Sa Il·lustríssima i La ruta del Jazz.

## Història
L'abril del 2012 Núvol es va presentar en societat a la Biblioteca Jaume Fuster de Barcelona. L'equip fundador el conformaven Bernat Puigtobella, Laura Basagaña, Àlex Gutiérrez, Joan Bramona, Pere Virgili, Ramon Prats i Josep Lluís Mayoral. En els seus inicis, el mitjà va comptar amb la complicitat de la revista L'Avenç i del portal informatiu VilaWeb, amb qui van compartir redacció els primers anys. També té la col·laboració del col·lectiu d'humor gràfic El Web Negre.
El 2017, coincidint amb el cinquè aniversari de la publicació, es va posar en marxa el seu sistema de subscriptors i s'anuncià l'ampliació estable de la Biblioteca Digital del Núvol, que llavors comptava amb una quinzena de títols. També fou el primer any que es publicà l'Anuari de Núvol, una publicació en paper on es barregen els millors articles de l'any amb d'altres d'inèdits. Per culminar les celebracions, s'edità la primera obra física, en paper, de la Biblioteca del Núvol: un recull d'obres de Shakespeare traduïdes per Joan Sellent.
El 2018 Núvol començà a realitzar publicacions monogràfiques en paper, periòdiques, al voltant de certs esdeveniments culturals rellevants com ara la Setmana del Llibre en Català, el Dia Internacional dels Museus, la Biennal de Pensament, la Diada de Sant Jordi o el Nadal. La majoria d'aquests monogràfics es venen directament al quiosc o es distribueixen encartats amb el Diari Ara; mitjà amb el qual Núvol inicià una col·laboració estable a principis del 2019.
El novembre del mateix any, la web de Núvol es va renovar per complet, i la majoria de les seves seccions van ser renombrades amb noms més descriptius: llibres, art, llengua, escenes, pantalles, música, humor, etc. Abans de la renovació, les seccions originals de Núvol, encapçalades per les característiques caplletres de Joan Junceda, eren les següents:
- L'Apuntador: secció dedicada a les arts escèniques.
- Calàndria: secció dedicada a qualsevol expressió artística transmesa a través de l'oralitat, centrada sobretot en els artistes de la paraula: poetes, músics i cantants.
- Punt de llibre: secció dedicada al món editorial i a la crítica literària.
- Web Negre: secció d'humor gràfic dedicada a la publicació de les vinyetes del col·lectiu homònim.
- Homo Fabra: secció dedicada a les notícies d'àmbit lingüístic, amb especial atenció a la discussió sobre l'ús del català.
- Cast@fiore: secció dedicada a la música clàssica i a l'actualitat operística.
- Galeries: secció dedicada a les exposicions, museus, galeries d'art i a la crítica d'art.
- Pantalles: secció dedicada a la cinematografia, als festivals de cinema i a la crítica televisiva.

Posteriorment se n'hi afegirien dues més:
- Sa Il·lustrísima: secció dedicada al món de la il·lustració gràfica i el disseny.
- La ruta del jazz: secció dedicada a la música jazz.

El febrer del 2020, Núvol va endegar un suplement literari setmanal anomenat Faves tendres.

## Premis i reconeixements
- Premi LletrA de projectes digitals 2012, atorgat per la Fundació Prudenci Bertrana i la Universitat Oberta de Catalunya, «perquè representa un esforç gràfic i intel·lectual per oferir un aparador dinàmic i participatiu de la cultura amb varietat i rigor i, de manera especial, pel seu projecte d'edició digital d'obres literàries inèdites en català, els anomenats e-singles».[24]
- Premi Pompeu Fabra 2014 de Comunicació i Noves Tecnologies[25]
- Premi a Bernat Puigtobella a la III edició del Memorial Pere Rodeja (2014), atorgat «pel gran creixement del diari digital Núvol - que edita - en tan sols dos anys de vida l'han convertit en referent del sector cultural; la seva tasca de crear debat i anar més enllà de la notícia; i l'aposta per un canal de comunicació com el digital».[26]
- Premi Nacional de Comunicació 2018 de Mitjans d'arrel digital de la Generalitat de Catalunya[27][11]
- Premi GAC 2018 al millor mitjà de comunicació concedit pel Gremi de Galeries d'Art de Catalunya[28][29][30]
- Premi ACCA 2019 a la Crítica d'Art concedit per l'Associació Catalana de Crítics d'Art[31]